# Basiprionota bakeri
Basiprionota bakeri es un coleóptero de la familia Chrysomelidae.
Fue descrita científicamente por primera vez en 1925 por Spaeth.